# Pedro de Alcántara Téllez-Girón
Pedro de Alcántara Téllez-Girón y Pacheco, IX książę Osuny, X markiz Peñafiel, hrabia Fontanar, XIII hrabia Ureña, señor miast Morón de la Frontera, Archidona, El Arahal, Olvera, Ortejicar, Cazalla de la Sierra, Tiedra, Gumiel de Izán i Briones, Grand Hiszpanii I klasy (ur. 8 sierpnia 1755 w Madrycie, zm. 7 stycznia 1807 tamże) – hiszpański arystokrata i człowiek oświecenia.
29 grudnia 1771 poślubił Maríę Josefę Pimentel Téllez-Girón (1750–1834), jedyną dziedziczkę hrabiów Benavente. W młodości brał udział w wojnie z Anglią i otrzymał stanowisko ambasadora w Wiedniu, którego nigdy nie objął. Dowodził oddziałem wojska hiszpańskiego w czasie wojny o Pireneje (1793–1795), toczonej przeciwko Francuzom. Był odpowiedzialny za obronę Navarry, w październiku 1794 został pokonany w bitwie pod Orbaicetą, ale udało mu się unieszkodliwić zajęcie Pampeluny.

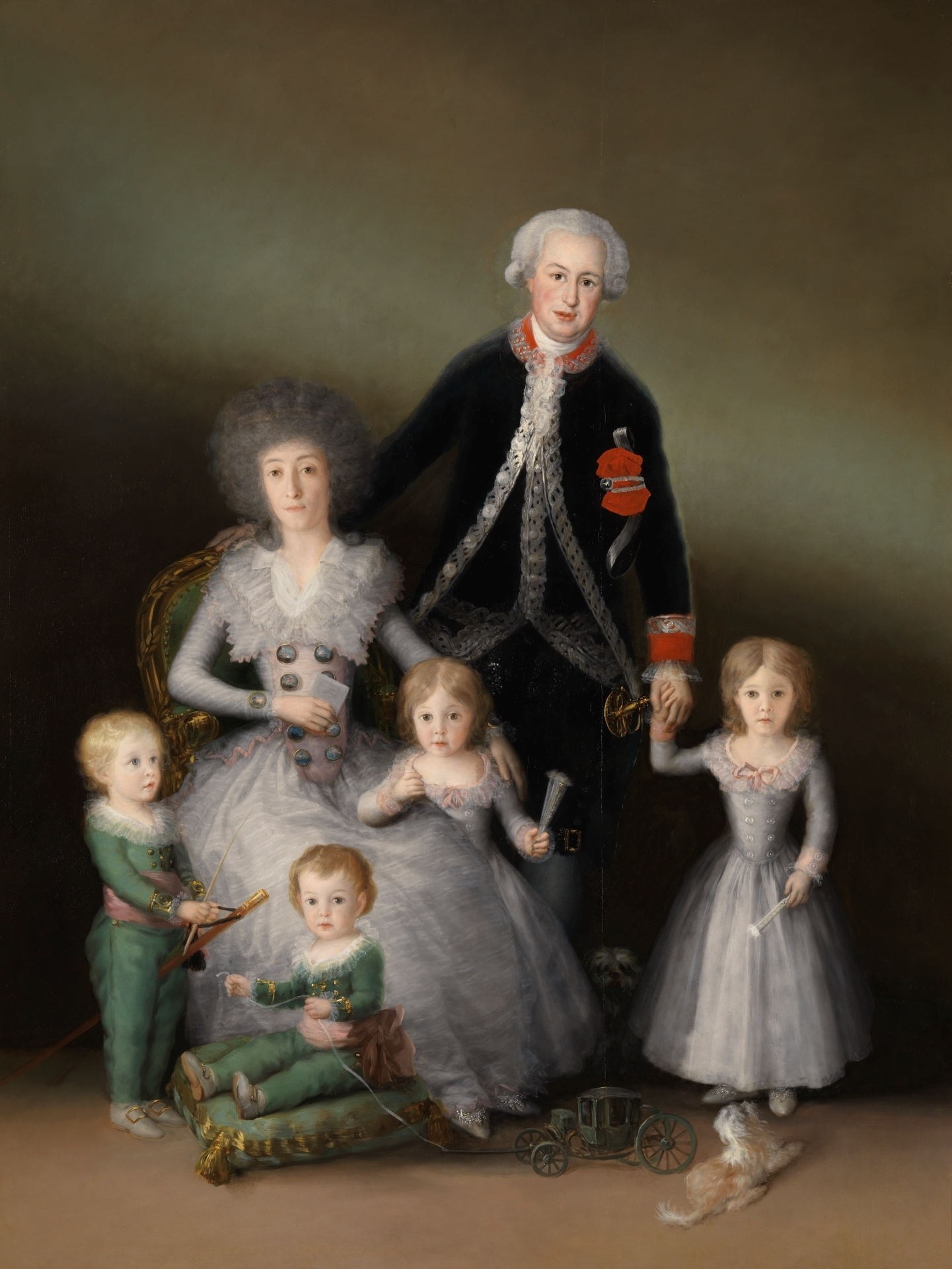
Książę i księżna Osuny z dziećmi, Goya, 1788

Interesował go rozwój i nauka, był przewodniczącym Madryckiego Towarzystwa Ekonomicznego. Był znany z zamiłowania do literatury, 10 lipca 1787 został członkiem Królewskiej Akademii Sztuk Pięknych św. Ferdynanda, a w 1790 Hiszpańskiej Akademii Królewskiej. Razem z żoną, księżną Osuny, należeli do czołowych przedstawicieli hiszpańskiego oświecenia. Wspólnie organizowali wieczory dyskusyjne, na które zapraszano wybitnych ilustrados. Wspierali kulturę, stworzyli pokaźną bibliotekę zawierającą pozycje zakazane przez inkwizycję. Roztaczali mecenat nad naukowcami i artystami epoki, do których należeli m.in. Leandro Fernández de Moratín i Francisco Goya.